# Kai Otton
Kai Otton (Tathra, 16 de dezembro de 1979) é um surfista profissional australiano que está na ASP World Tour.

## Carreira
Kai Otton participou do WQS de 2002 a 2006, e a partir de 2007 está na ASP World Tour.